# Andrea Ranocchia
Andrea Ranocchia, född 16 februari 1988 i Assisi, är en italiensk fotbollsspelare.
Ranocchia spelar för Monza.

## Karriär
Ranocchia var delägd av Genoa och Inter. Tanken var att han skulle tillbaka till Inter efter säsongen men Genoa släppte han tidigare, Inter betalde 12,5 miljoner euro.
Den 31 januari 2017 lånades Ranocchia ut till engelska Hull City för resten av säsongen. Den 1 februari 2017 debuterade Ranocchia i Premier League i en 0–0-match mot Manchester United, där han byttes in i den 66:e minuten mot Josh Tymon.
Den 21 juni 2022 värvades Ranocchia på fri transfer av Monza, där han skrev på ett tvåårskontrakt.